# Ėlektronika
Ėlektronika (in russo Электроника?) era una marca di prodotti di elettronica di consumo realizzati dalle fabbriche di proprietà del Ministero dell'industria elettronica dell'Unione sovietica. Molti dei suoi prodotti derivavano da progetti di ingegneri sovietici attivi nel complesso militare e industriale, incaricati di sviluppare beni di consumo di cui l'URSS era carente. Tra i principali prodotti vi erano calcolatrici, televisori, orologi a cristalli liquidi, videogiochi tascabili, registratori e videoregistratori. Alcuni progetti erano di derivazione straniera.

## Storia
Nel 1958 venne fondata Zelenograd, città satellite vicino Mosca, come centro di sviluppo per l'elettronica sovietica. Nel 1962 fu istituito il Centro pansovietico di microelettronica (in russo Всесоюзный центр микроэлектроники?, Vsesojuznyj centr mikroėlektroniki) e negli anni successivi nuovi impianti e istituti di ricerca per l'industria elettronica sorsero in tutta l'URSS, commercializzando i propri prodotti sotto il marchio Ėlektronika. Furono costruite fabbriche a Mosca, Leningrado, Minsk, Voronež, Saratov e Kazan'. A Zelenograd, aziende come Angstrem, Mikron, Ėlion e Komponent progettavano e realizzavano orologi, calcolatrici, misuratori di pressione, torce elettriche, sintetizzatori, metronomi, registratori e videogiochi tascabili.
Dopo la dissoluzione dell'URSS, molte fabbriche furono chiuse o privatizzate. Il marchio Ėlektronika è ancora utilizzato in Bielorussia, ad esempio per le calcolatrici programmabili RPN Ėlektronika MK-152 (Электроника МК-152) ed Ėlektronika MK-161 (Электроника МК-161).

## Calcolatrici
Il marchio è noto per la sua linea di calcolatrici, la cui produzione iniziò nel 1968. Le calcolatrici Ėlektronika venivano prodotte in varie dimensioni e con funzionalità sempre più avanzate: dai modelli tascabili con quattro funzioni fino a quelli più piccoli progettati per un utilizzo scolastico come la MK-SCH-2. Nel tempo le calcolatrici si evolsero per supportare calcoli complessi, arrivando ad alcuni modelli programmabili in BASIC e funzionalmente simili alle calcolatrici grafiche realizzate in occidente.
Le prime calcolatrici elettroniche da tavolo sovietiche apparvero nel 1970 e furono utilizzate principalmente nelle università e nei centri di ricerca: erano veloci nel calcolo e consumavano poca energia. Con la riduzione dei costi di produzione dei microchip, iniziò lo sviluppo delle calcolatrici tascabili destinate alla produzione di massa. La prima fu l'Ėlektronika B3-04, venduta nel 1974 dopo un anno di ricerca.
Verso la fine del 1977 fu sviluppata la prima calcolatrice programmabile sovietica, l'Ėlektronika B3-21, immessa sul mercato agli inizi del 1978.
| Immagine | Nome                                      | Anno      | Note |
| -------- | ----------------------------------------- | --------- | --- |
|          | Ėlektronika-70 Электроника-70             | 1970      | Calcolatrice programmabile; dimensioni 50x40x21 cm per 18kg; consumo energetico: 75 W.                                                                |
|          | Ėlektronika D3 Электроника Д3             | 1973-1978 | Display formato da 14 tubi nixie più la virgola. Una memoria, virgola fissa.                                                                          |
|          | Ėlektronika 4-71B Электроника 4-71Б       | 1974      | Display fluorescente, a virgola fissa, realizzata con più circuiti integrati.                                                                         |
|          | Ėlektronika EPOS-73A Электроника ЭПОС-73А | 1979-1981 | Un registro di memoria, virgola naturale, 8 cifre VFD.                                                                                                |
| Serie B3 |                                           |           | |
|          | Ėlektronika B3-04 Электроника Б3-04       | 1974      | Prima calcolatrice elettronica tascabile di produzione sovietica, display a cristalli liquidi bianco e nero a 8 cifre.                                |
|          | Ėlektronika B3-08 Электроника Б3-08       | 1974-1976 | Display fluorescente, virgola fissa. |
|          | Ėlektronika B3-09M Электроника Б3-09М     | 1975-1979 | VFD, virgola naturale. |
|          | Ėlektronika B3-14M Электроника Б3-14М     | 1975      | Addizione, sottrazione, moltiplicazione, divisione, radice quadrata, reciproco di un numero.                                                          |
|          | Ėlektronika B3-18 Электроника Б3-18       | 1976      | Prodotta nelle varianti B3-18A e B3-18M. |
|          | Ėlektronika B3-24 Электроника Б3-24       | 1976      | Otto cifre con una forma naturale di rappresentazione della virgola.                                                                                  |
|          | Ėlektronika B3-05M Электроника Б3-05М     | 1977      | Display fluorescente (16 cifre + segno), virgola naturale.                                                                                            |
|          | Ėlektronika B3-21 Электроника Б3-21       | 1977      | Prima calcolatrice programmabile sovietica. |
|          | Ėlektronika B3-26 Электроника Б3-26       | 1977      | Tascabile a otto cifre; successivamente venduta come MK-26; CPU K145IP11.                                                                             |
|          | Ėlektronika B3-30 Электроника Б3-30       | 1978      | Seconda calcolatrice tascabile sovietica con display a cristalli liquidi dopo la B3-04. Simile alla Sharp EL-8020                                     |
|          | Ėlektronika B3-23 Электроника Б3-23       | 1979?     | Otto cifre con forma naturale di rappresentazione della virgola.                                                                                      |
|          | Ėlektronika B3-28 Электроника Б3-28       | 1979-1989 | Display 7 segmenti con scarica gas di tipo "Panaplex", 128k byte di memoria, cassetta a nastro per memorizzare i programmi.                           |
|          | Ėlektronika B3-35 Электроника Б3-35       | 1979      | Tascabile a 8 cifre, rinominata poi come MK-35. |
|          | Ėlektronika B3-36 Электроника Б3-36       | 1979      | Simile alla B3-35 ma con custodia in metallo e design diverso, successivamente rinominata in MK-36.                                                   |
|          | Ėlektronika B3-37 Электроника Б3-37       | 1979-1985 | Led rossi, una memoria. |
|          | Ėlektronika B3-32 Электроника Б3-32       | 198?      | Capacità di calcolare i determinanti di matrici 2 × 2 e le radici di un'equazione di secondo grado.                                                   |
|          | Ėlektronika B3-34 Электроника Б3-34       | 1980      | Calcolatrice programmabile successiva alla B3-21, con notazione polacca inversa(RPN).                                                                 |
| Serie S  |                                           |           | |
|          | Ėlektronika S2 Электроника С2             | 1971-1975 | A virgola fissa, display VFD, usa solo transistor, tre registri di memoria.                                                                           |
|          | Ėlektronika S3-15 Электроника С3-15       | 1975      | Prima calcolatrice elettronica scientifica tascabile sovietica.                                                                                       |
|          | Ėlektronika S3-22 Электроника S3-22       | 1976      | 12 cifre, custodia in plastica, prodotta dalla fabbrica Svetlana e medaglia d'oro all'Esposizione delle conquiste dell'economia nazionale nel 1977.   |
|          | Ėlektronika S3-27 Электроника S3-27       | 1977      | 8 cifre, display fluorescente e disponibile anche nella variante S3-27A.                                                                              |
| Serie MK |                                           |           | |
|          | Ėlektronika MK-41 Электроника MK-41       | 1979      | Display Fluorescente. |
|          | Ėlektronika MK-44 Электроника MK-44       | 1980-1993 | 12 cifre, display fluorescente, alimentazione a rete.                                                                                                 |
|          | Ėlektronika MK-56 Электроника MK-56       | 1981      | Programmabile con notazione polacca inversa; analogo desktop dell'MK-54 a sua volta simile alla B3-34.                                                |
|          | Ėlektronika MK-59 Электроника MK-59       | 1981      | 16 bit, display fluorescente; dal 1993 venduto come Rodon MK-04.                                                                                      |
|          | Ėlektronika MK-42 Электроника MK-42       | 1982      | 12 cifre, prodotta dalla Svetlana, CPU K145VX1. |
|          | Ėlektronika MK-51 Электроника MK-51       | 1982      | Prodotta nelle fabbriche Angstrem e Billur; CPU K757IP1-2; simile alla Casio fx-2600.                                                                 |
|          | Ėlektronika MK-54 Электроника MK-54       | 1982      | Funzionalmente identica alla B3-34 ma realizzata con componenti diversi. MK-56 in versione desktop.                                                   |
|          | Ėlektronika MK-60 Электроника MK-60       | 1982      | Prima calcolatrice sovietica alimentata da celle solari. Esiste la variante MK-60M con iscrizioni in inglese.                                         |
|          | Ėlektronika MK-45 Электроника MK-45       | 1982-1987 | Versione desktop della MK-36 e con display fluorescente.                                                                                              |
|          | Ėlektronika MK-33 Электроника MK-33       | 1983      | Precedentemente S3-33 e disponibile nella versione con la funzione 1/x o con la radice quadrata.                                                      |
|          | Ėlektronika MK-61 Электроника MK-61       | 1983      | RPN programmabile, 8 cifre, 15 registri, display fluorescente.                                                                                        |
|          | Ėlektronika MK-71 Электроника MK-71       | 1984      | Versione migliorata della MK-51 e simile alla Casio FX-950; alimentata da celle solari.                                                               |
|          | Ėlektronika MK-52 Электроника MK-52       | 1985      | Usata sulla Sojuz TM-7 e sulla stazione spaziale Mir; prima microcalcolatrice sovietica con memoria non volatile cancellabile elettricamente (EPROM). |
|          | Ėlektronika MK-18 Электроника MK-18       | 1986      | Calcolatrice scientifica. |
|          | Ėlektronika MK-85 Электроника MK-85       | 1986      | Programmabile basata su CPU 16 bit con BASIC integrato, clone della Casio FX-700P.                                                                    |
|          | Ėlektronika MK-23A Электроника MK-23A     | 1987      | Display luorescente, 8 cifre e un segno |
|          | Ėlektronika MK-66 Электроника MK-66       | 1988      | Display fluorescente e 1 registro |
|          | Ėlektronika MK-90 Электроника MK-90       | 1988      | Espandibile con docking station Ėlektronika MK-92; prodotta a Minsk nello stabilimento Ėlektron                                                       |
|          | Ėlektronika MK-92 Электроника MK-92       | 1988      | Docking station per la Ėlektronika MK-90. |
|          | Ėlektronika MK-64 Электроника MK-64       | 198?      | Analogo desktop del B3-21 con DAC. |

## Computer
I seguenti computer Ėlektronika utilizzavano una CPU proprietaria compatibile con i processori Intel:
- MS 1502, MS 1504 – clone dell'IBM Personal Computer XT
- RK (01, 02, 03, 04) – sistema a 8 bit RK-86 (Радио 86РК, Radio 86PK) prodotto per le masse

I seguenti computer Ėlektronika utilizzavano una CPU di fabbricazione sovietica, compatibile con il PDP-11:
- Ėlektronika-60 - progettati per sistemi di controllo nell'automazione discreta e per il debug di programmi su supercomputer specializzati.[23] La loro struttura modulare consentiva alle unità di comunicare tramite il canale di sistema del microcomputer.[24]
- Ėlektronika MS 0511 – microcomputer usato prevalentemente nel settore dell'istruzione. È conosciuto anche come Ėlektronika UK NC (Электроника УК НЦ), dove UK NC è l'acronimo di učebnyj komp'juter Naučnogo centra (учебный компьютер Научного центра, "computer educativo del Centro scientifico").
- DVK – acronimo di Dialogovyj vyčislitel'nyj kompleks (Диалоговый вычислительный комплекс, "Sistema informatico dialogante"), serie di personal computer compatibili con PDP-11 e progettati per la produzione di massa e la ricerca scientifica.
- Ėlektronika BK – versione a basso costo del DVK, destinato ad utenti casalinghi e adolescenti.

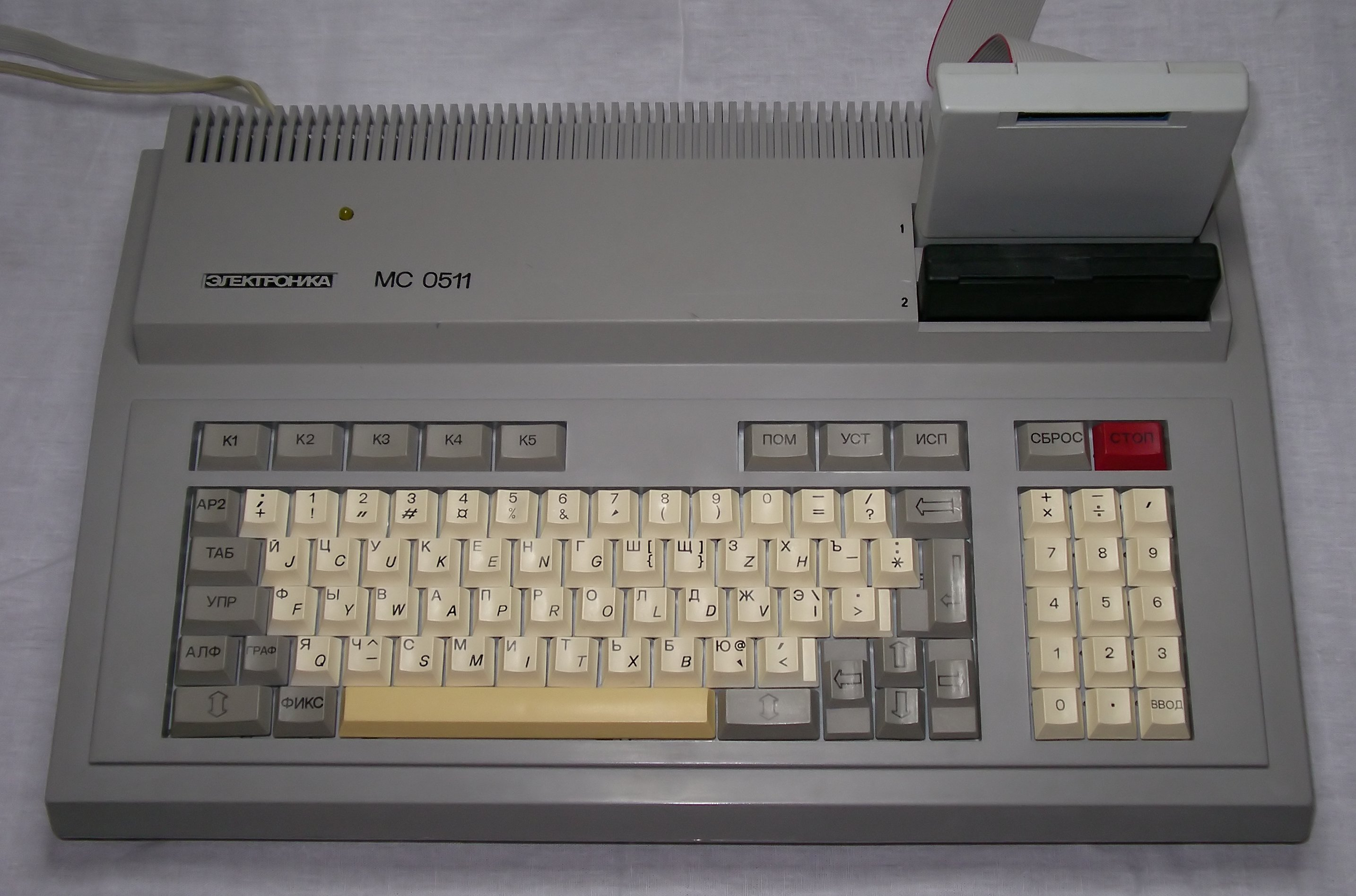
Ėlektronika MS 0511.
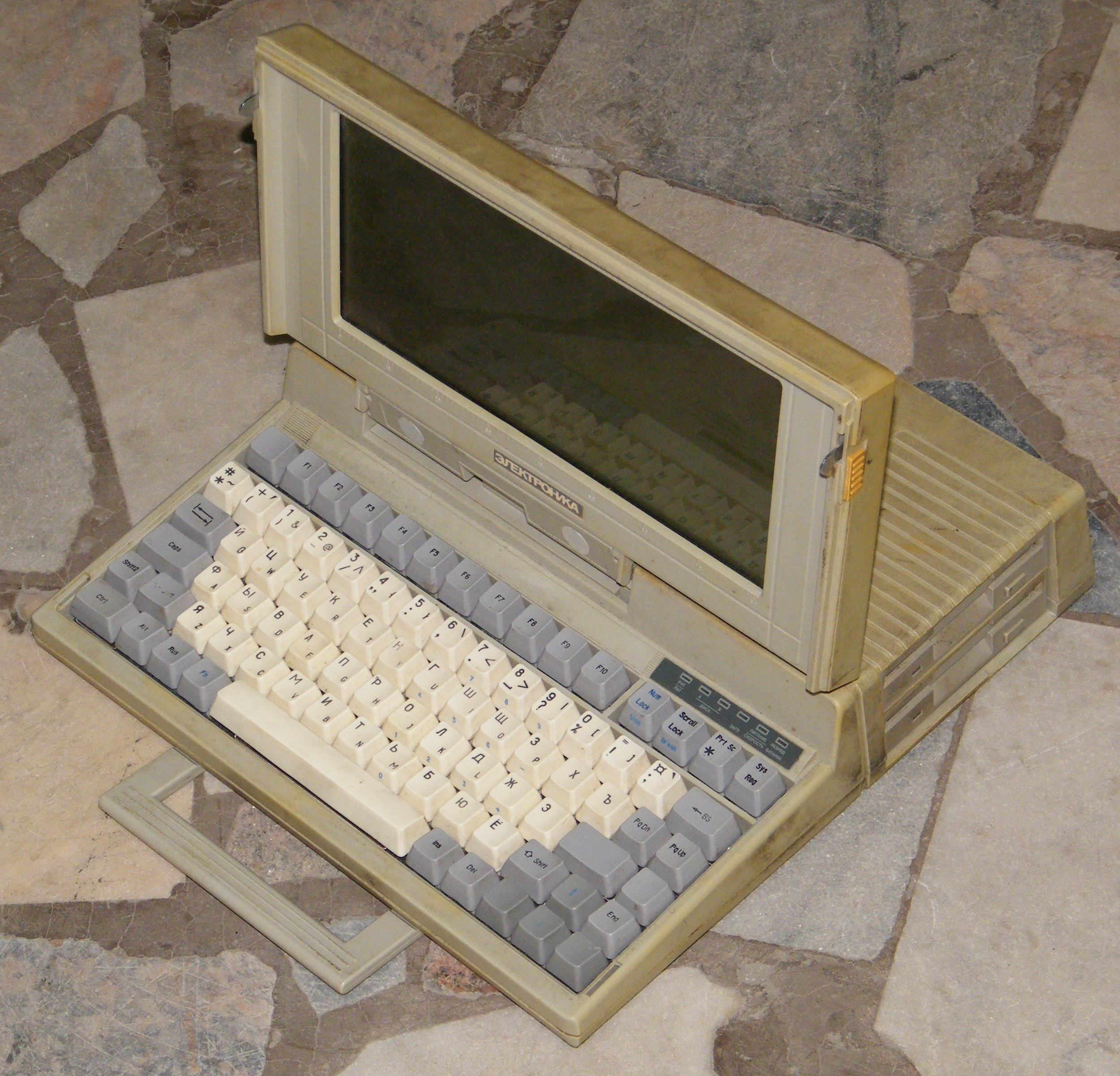
Ėlektronika MS 1504.
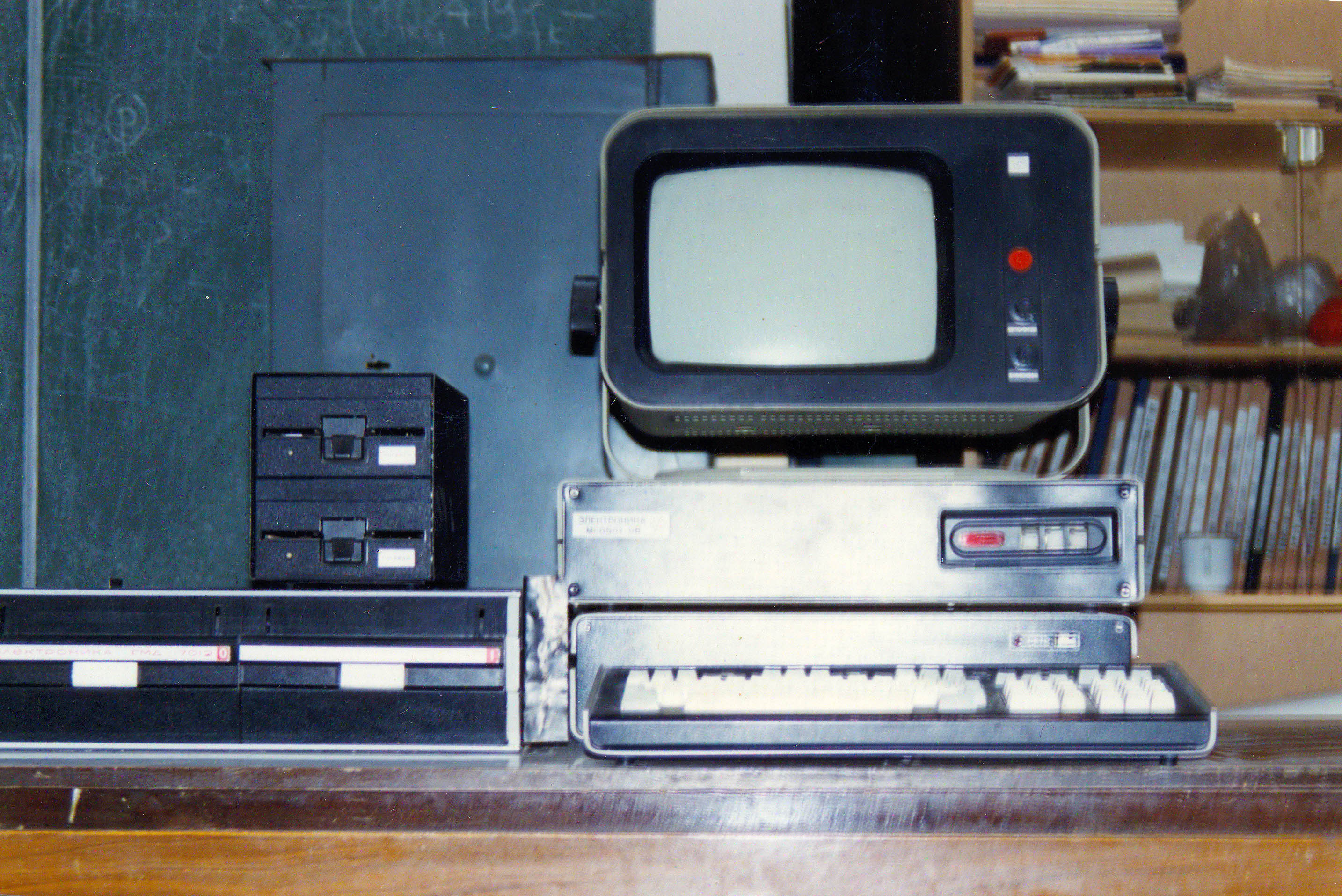
Ėlektronika 60
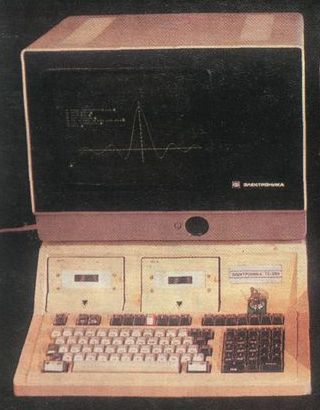
Ėlektronika T3-29
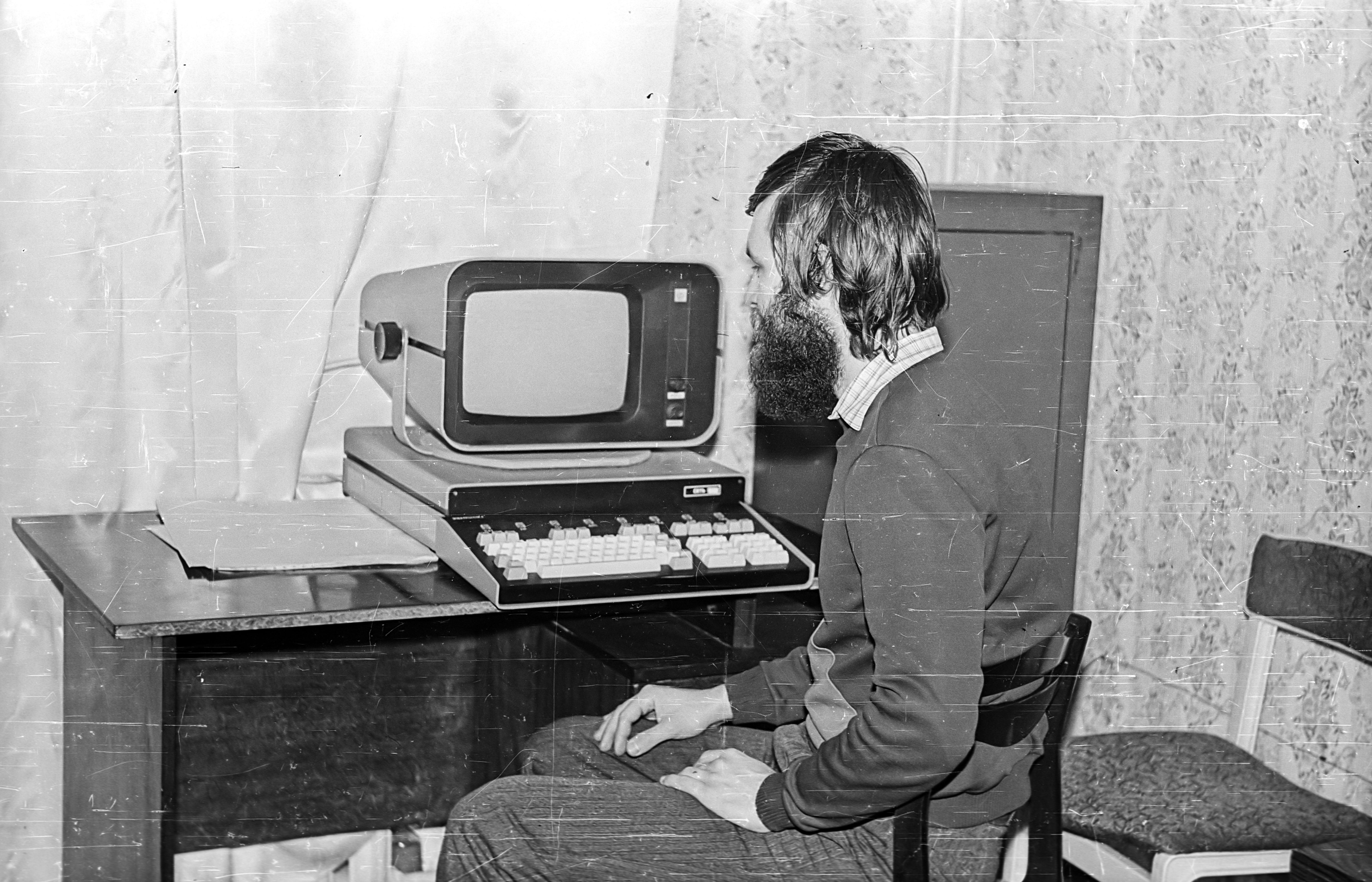
DVK-1
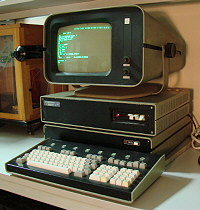
DVK-2
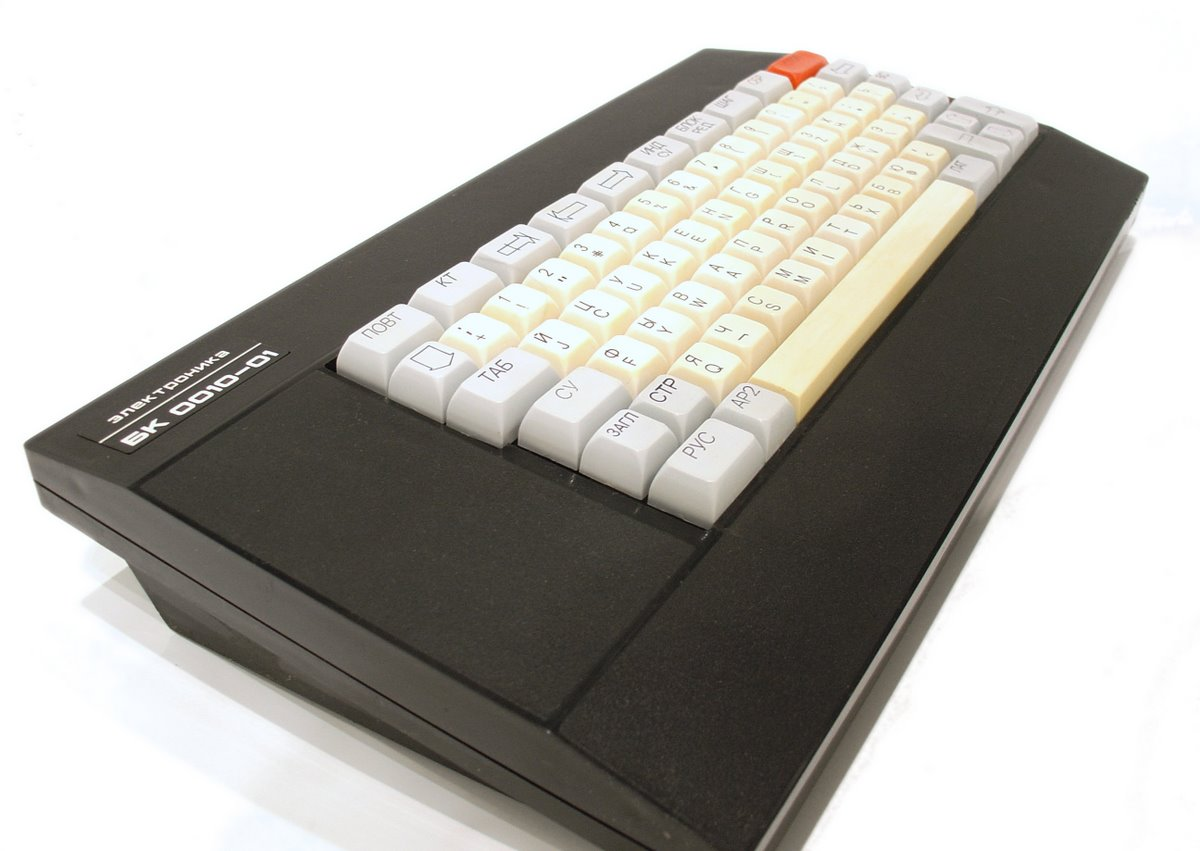
Ėlektronika BK, modello BK-0010.01, uno dei computer domestici più popolari dell'URSS

## Giochi elettronici
La serie di cloni del Nintendo Game & Watch prodotti con marchio Ėlektronika iniziò con la serie IM (in russo ИМ, Игра Микропроцессорная?, Igra Mikroprocessornaja) di circa 65 modelli. Usavano il microprocessore KB1013VKh-x ( КБ1013ВКх-х) e il successivo KB1515XM3-x (КБ1515ХМ3-x), cloni sovietici dello Sharp SM-5A usato nei Game & Watch.
Per 8 modelli il codice iniziava con IĖ (ИЭ), acronimo di Igra Ėlektronnaja (in russo Игра Электронная?) ovvero "gioco elettronico". I modelli MG erano prodotti da Angstrem ed erano pensati per il mercato estero, con scatole e manuali in inglese.
I modelli conosciuti più noti sono: 
| Immagine | Modello           | Nome                                              | Anno | Note |
| -------- | ----------------- | ------------------------------------------------- | ---- | --- |
|          | IM-01             | Šachmatnyj komp'juter Шахматный компьютер         | 1986 | Gioco elettronico di scacchi: 6 livelli di difficoltà, uomo vs computer, computer vs computer, risoluzione di problemi di scacchi (scacco matto in N mosse). L'IM-01T, del 1993, aveva invece 7 livelli di difficoltà |
|          | Ėlektronika 24-01 | Mikki Maus Микки Маус                             | 198? | Clone del Nintendo EG-26 Egg e dedicata a Topolino |
|          | IM-02             | Nu, pogodi! Ну, погоди!                           | 1984 | Clone del Nintendo EG-26 Egg e dedicata alla serie televisiva Nu, pogodi! |
|          | IM-03             | Tajny okeana Тайны океана                         | 1989 | Clone del Nintendo OC-22 Octopus |
|          | IM-04             | Vesëlyj povar Весёлый повар                       | 1989 | Clone del Nintendo FP-24 Chef |
|          | IM-05             | Šachmatnyj komp'juter Шахматный компьютер         | 1993 | Gioco elettronico di scacchi: diversi livelli di difficoltà, uomo contro computer e computer contro computer |
|          | IM-09             | Kosmičeskij most Космический мост                 | 1989 | Clone del Nintendo FR-27 Fire |
|          | IM-10             | Chokkej Хоккей                                    |      | Hockey su ghiaccio. Clone del Nintendo EG-26 Egg |
|          | IM-11             | Lunochod Луноход                                  |      | Clone del carro armato giocattolo Big Trak (1979), un veicolo programmabile a batterie prodotto dalla Milton Bradley Company                                                                                          |
|          | IM-12             | Vinni Puch Винни Пух                              | 199x | Dedicato a Vinni-Puch, adattamento sovietico di Winnie the Pooh. Clone di CJ-93 Donkey Kong Jr. della Serie Panorama dei Game & Watch Nintendo                                                                        |
|          | IM-13             | Razvedčiki kosmosa Разведчики космоса             | 1989 | Versione leggermente modificata della ROM Nintendo EG-26 Egg: premendo A+B, nuova modalità con i ruoli giocatore/CPU invertiti                                                                                        |
|          | IM-15             | Futbol: Kubok chempionov Футбол: Кубок чемпионов  |      | Gioco da tavolo elettronico dedicato al calcio. Clone di World Cup SOCCER di TOMY Electronics, 1979 |
|          | IM-16 o IM-18?    | Ochota Охота                                      | 1989 | Clone del Nintendo EG-26 Egg |
|          | IM-19             | Biatlon Биатлон                                   | 1989 | |
|          | IM-20             | Vozdušnyj tir Воздушный тир                       |      | Clone del Nintendo BU-201 Spitball Sparky (Super Color) |
|          | IM-22             | Vesëlye Futbolisty Весёлые футболисты             | 1989 | Clone del Nintendo EG-26 Egg |
|          | MG-50             | Amusing Arithmetic                                | 1989 | |
|          | IM-23             | Avtoslalom Автослалом                             | 1991 | |
|          | IM-26             |                                                   |      | Unico a cartucce: IM-02, IM-22, IM-23, IM-10 Chokkej, IM-32 Kot-Rybolov |
|          | IM-27             | Kosmičeskie priključenija Космические приключения | 1990 | Serie sperimentale di giochi sotto forma di binocolo e con visione stereoscopica. Analogo di Planet Zeon di Tomy, che ha commercializzato nel 1983 un'intera serie di simili giochi chiamati TOMYTRONIC 3-D.          |
|          | IM-28             |                                                   | 1989 | Quiz elettronico per bambini da 4 a 8 anni |
|          | IM-29             | Šachmatnyj partnër Шахматный партнёр              | 1992 | Gioco elettronico di scacchi. 4 livelli di difficoltà, uomo vs uomo, uomo vs computer, computer vs computer |
|          | IM-30             | Orfej Орфей                                       | 1993 | Tastiera musicale giocattolo. Può memorizzare una melodia |
|          | IM-32             | Kot-Rybolov Кот-рыболов                           | 1989 | Clone del Nintendo EG-26 Egg |
|          | IM-33             | Kvaka-zadavaka Квака-задавака                     | 1989 | Clone del Nintendo EG-26 Egg |
|          | IM-37             | Futbol: Kubok čempionov Футбол: Кубок чемпионов   | 1990 | Gioco da tavolo elettronico a tema calcio. Due giocatori o giocatore contro computer. Come l'IM-15 ma con tasti a membrana                                                                                            |
|          | IM-49             | Nočnye voriški Ночные воришки                     | 19?? | Clone del Nintendo EG-26 Egg |
|          | IM-50             | Kosmičeskij polët Космический полёт               | 1992 | Clone del Nintendo EG-26 Egg |
|          | IM-51             | Morskaja ataka Морская атака                      |      | Clone del Nintendo EG-26 Egg |
|          | IM-53             | Ataka asteroidov Атака астероидов                 | 1992 | Clone del Nintendo EG-26 Egg. Grafica molto simile all'IM-50 |

Dopo il 1992 il nome del modello iniziava semplicemente con I (И):
- I-01 Avtoslalom
- I-02 Vesëlyj povar
- I-03 Kosmičeskij most
- I-04 Fisher Tom-Cat
- I-05 Naval Combat
- I-06 Nu, pogodi!
- I-07 Frog boaster
- I-08 Fowling
- I-09 Explorers of Space
- I-10 Biatlon
- I-11 Cirk
- I-12 Chokkej
- I-13 Vesëlyj Futbolist
- I-14 Night Thiefes
- I-15 Tajny okeana

## Televisori

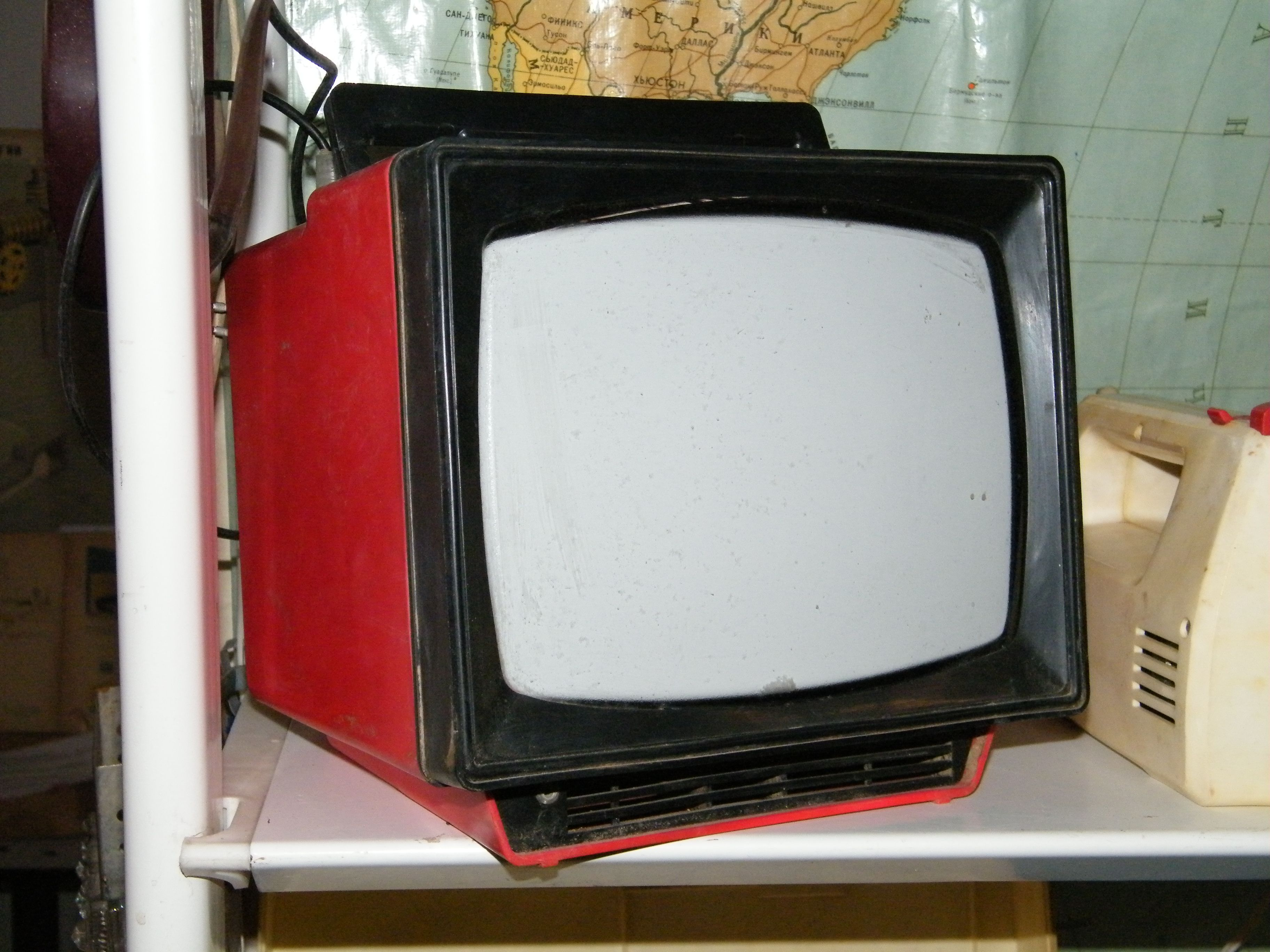
Ėlektronika 404D

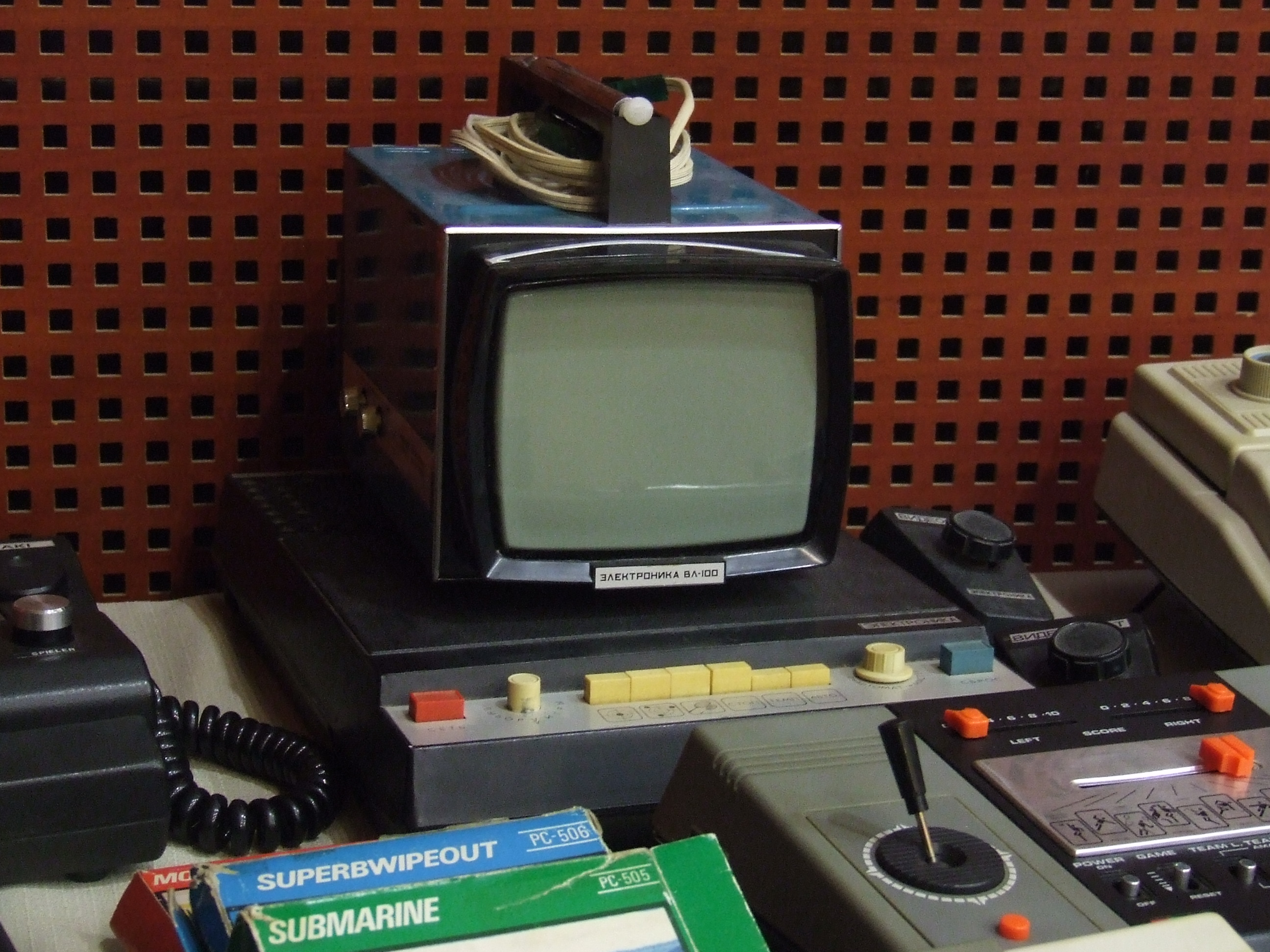
Console di gioco Videosport e televisore Ėlektronika VL100

### Bianco e nero
- Ėlektronika VL-100
- Ėlektronika 23TB-316D
- Ėlektronika 404
- Ėlektronika 407
- Ėlektronika 409 / D - Portatile, 220V CA o 12V
- Ėlektronika 411D
- Ėlektronika 450
- Ėlektronika 8TBM-02B

### Colori
- Ėlektronika C-401
- Ėlektronika C-401M
- Ėlektronika C-430D
- Ėlektronika C-431D
- Ėlektronika C-432
- Ėlektronika C-432 / D
- Ėlektronika C-436D

## Registratori (audio)

### Bobine
- 100S (1970, stereo portatile)
- ТА1-003 Stereo (1980)
- 004 Stereo
- MPK 007 S (1987)

### Cassette
- 203-S (1980, stereo portatile)
- 204-S (1984, stereo deck)

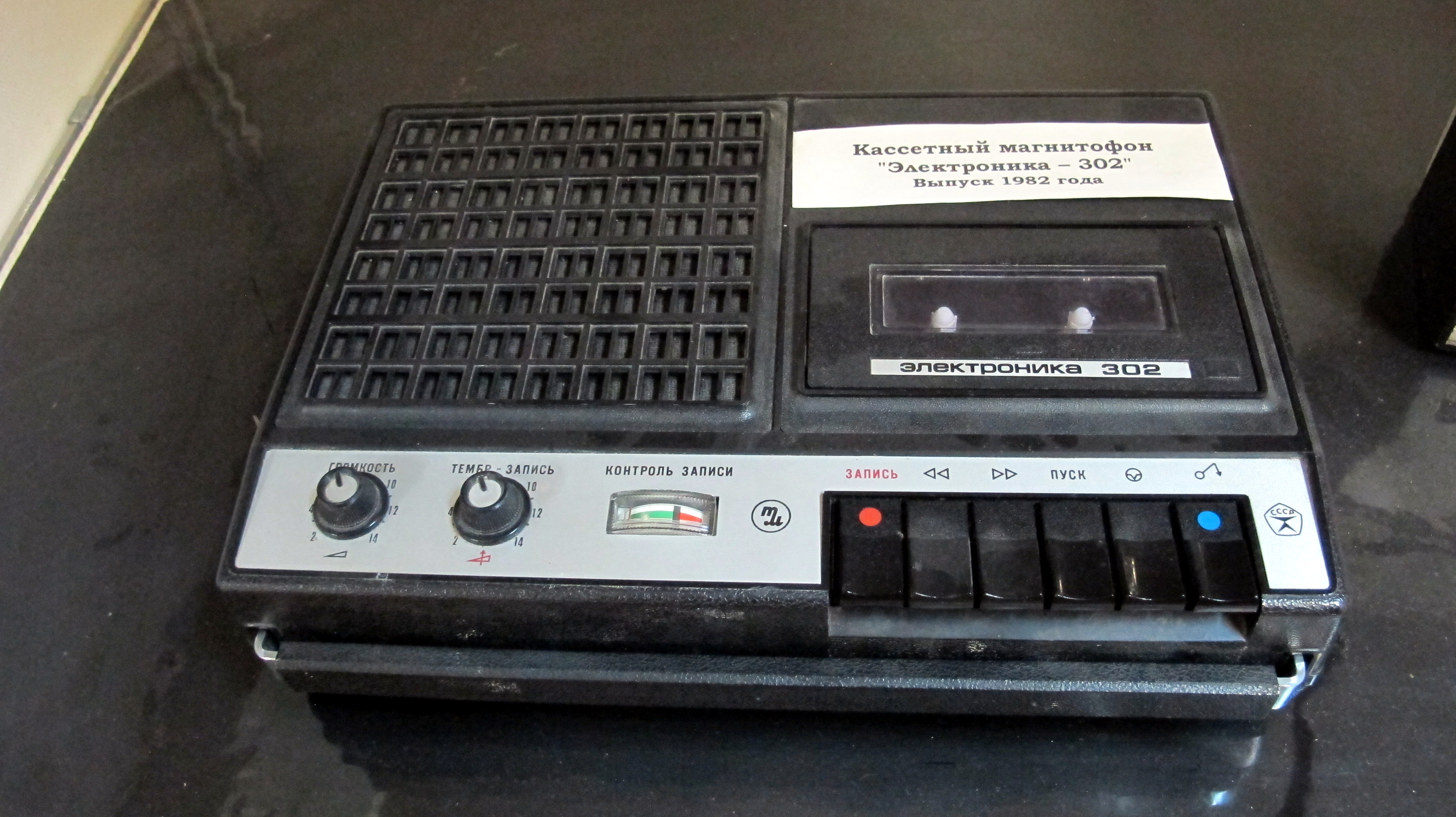
Registratore Ėlektronika-302.

- MH-205 stereo (1985, lettore stereo per auto)
- 206-stereo
- 211-S (1983, stereo portatile)
- 301 (1972, portatile)
- 302, 302-1, 302-2 (1974-anni novanta, portatile)
- 305 (1984, portatile)
- 306 (1986, stereo portatile)
- 311-S (1977, stereo portatile)
- 321/322 (1978, portatile)
- 323/324 (1981, portatile)
- M-327 (1987, portatile)
- M-334S (1990, sistema costituito da uno stereo portatile con un registratore M-332S)
- М-402S (1990, stereo tascabile)